# یاروسلاف کوشنار
یاروسلاف کوشنار (چکی: Jaroslav Košnar؛ ۱۷ اوت ۱۹۳۰ – ۲۱ آوریل ۱۹۸۵) یک بازیکن فوتبال اهل چکسلواکی بود.
وی سابقه ۲ بازی ملی در تیم ملی فوتبال چکسلواکی را در کارنامه دارد.